# Byrsodepsus
Byrsodepsus – rodzaj pluskwiaków z podrzędu różnoskrzydłych i rodziny Dinidoridae. Obejmuje trzy opisane gatunki.

## Morfologia i zasięg
Pluskwiaki o ciele wydłużonym, w zarysie prawie jajowatym, z wierzchu umiarkowanie, a od spodu silniej wypukłym, ubarwionym głównie czarno lub czarniawobrązowo. Trójkątna głowa jest niemal tak duża jak przedplecze. Płytki żuwaczkowe są na szczytach ścięte z zaokrąglonymi bokami, wydłużone przed nadustek i niekiedy przed nim się stykające. Zbudowane z czterech członów czułki odznaczają się spłaszczonym i silnie rozszerzonym członem trzecim. Odległość między przyoczkami wynosi około półtorakrotności odległości między przyoczkiem a brzegiem oka złożonego. Zbudowana z czterech członów kłujka sięga w spoczynku do środkowej pary bioder lub przedniej krawędzi zapiersia. Przedplecze ma wklęsłą przednią krawędź, karbowane i ku przodowi zbieżne krawędzie boczne, rozwarte kąty boczne i lekko wypukłą krawędź tylną. Tarczka ma parę jamkowatych wcisków przy kątach przednio-bocznych. Półpokrywy mają przykrywki znacznie dłuższe od tarczki oraz sięgające do końca odwłoka lub wystające poza jego koniec zakrywki. Metapleury wyróżniają się na tle podrodziny brakiem ewaporatoriów. Ujścia gruczołów zapachowych zatułowia pozbawione są modyfikacji. Odwłok ma odsłonięte listewki brzeżne oraz wyciągnięte w więcej niż dwa guzki lub płaty brzegi boczne każdego ze sternitów. Przetchlinki na pierwszym z widocznych sternitów odwłoka są przynajmniej częściowo zasłonięte przez zapiersie.
Rodzaj orientalny, rozprzestrzeniony od Indii, Bangladeszu, Mjanmy i Wietnamu przez Singapur po indonezyjską Sumatrę.

## Taksonomia
Takson ten wprowadzony został w 1872 roku przez Carla Ståla jako monotypowy, z gatunkiem typowym opisanym w tej samej publikacji. Współcześnie zalicza się doń trzy opisane gatunki:
- Byrsodepsus coriarius Stål, 1872
- Byrsodepsus sundanus Breddin, 1900
- Byrsodepsus zetteli Kocorek, 2004

Anna Kocorek i Jerzy A. Lis w 2000 roku na podstawie wyników analizy kladystycznej sklasyfikowali ten rodzaj w monotypowym plemieniu Byrsodepsini w obrębie Megymeninae.